# 突然の出会い
『突然の出会い』（とつぜんのであい、L'incontro improvviso）Hob.XXVIII:6は、フランツ・ヨーゼフ・ハイドンが1775年に作曲した全3幕からなるイタリア語のオペラ。ドラマ・ジョコーソに分類されている。モーツァルトの『後宮からの誘拐』と同様、後宮から恋人を救いだすことを主題とする。当時流行したトルコ・オペラである。
日本語の題名は『意外なめぐりあい』とも。
演奏時間は約3時間30分。

## 概要
ハプスブルク家のフェルディナント・オーストリア大公（マリア・テレジアの子）とその妃のマリーア・ベアトリーチェ・デステのエステルハーザ訪問を記念して、1775年8月29日にエステルハーザで初演された。
L・H・ダンクールの台本、グルック作曲によるフランス語オペラ・コミック『思いがけないめぐり会い』（La rencontre imprévue、1763年作曲）を原作として、エステルハージ家の楽団員だったカール・フリーベルトが台本を書いた。フリーベルトは自ら主役のアリ王子役で歌った。18世紀後半に流行したトルコ・オペラである。喜劇だがシリアスな要素も多い。
ハイドンはすでに『薬剤師』第3幕でトルコ風のアリアを登場させていた。本作はトルコ・オペラとは言え、すべての登場人物がトルコ風のアリアを歌うわけではない。カランドロにはとくにトルコ風の音楽を割りあてている。
他のハイドンのオペラと同様、この作品も長らく忘却されていたが、ハイドン研究者のラールセンが1954年にレニングラードで自筆譜を発見し、1956年にはロシア語版が放送された。1980年にはアンタル・ドラティ指揮により、はじめて完全な形での録音がなされ、フィリップス・レコードから発売された。

## 編成
- ソプラノ3、テノール2、バス2
- オーボエ2（コーラングレ持ちかえ）、ホルン2、ファゴット2、トランペット2、ティンパニ、打楽器（大太鼓、シンバル、トライアングル）、弦楽器、通奏低音[5]

ティンパニ以外の打楽器はトルコのメフテル風の音楽を演出するために使用する。

## 登場人物
- アリ（テノール）- バルソラの王子。
- レツィア（ソプラノ）- ペルシアの王女。
- バルキス（ソプラノ）- スルタンの女奴隷。
- ダルダネ（ソプラノ）- スルタンの女奴隷。
- オスミン（テノール）- アリの従者。
- カランドロ[6]（バス）- スーフィーのダルヴィーシュ。
- エジプトのスルタン（バス）

## あらすじ

### 第1幕
レツィアがカイロのスルタンの後宮に奴隷として売られたと聞いて、アリ王子はカイロにやってくる。アリはかつて兄弟によって故郷を逐われ、ペルシア王のもとに亡命した。そこで王女レツィアと愛しあうが、レツィアには別に婚約者がいた。ふたりは船で逃がれるが、海賊に襲われ、レツィアと別れわかれになってしまったのだった。
アリの従者であるオスミンはカランドロと知りあい、托鉢行者集団に入ることを勧められる(Castagno, castagna)。
スルタンはレツィアを大切に扱い、彼女は比較的自由な状態にあった。レツィアは窓からアリを見かけて、友人であるふたりの女奴隷にアリを探してもらう（三重唱「Mi sembra un sogno」）。
バルキスがアリのもとにやってきて、後宮の女性がアリに会いたがっていると告げる。

### 第2幕
ダルダネはアリを誘惑するが、アリはなびかない。そこへ突然レツィアが現れて、アリの愛を試したのだと説明する(Or vicina a te)。
オスミンとカランドロはともにレツィアを後宮から逃がす算段を立てる(Senti, al buio pian pianino)。逃避の準備をするふたりは愛の歌を歌うが（二重唱「Son quest' occhi un stral d'Amore」）、狩で不在だったスルタンが突然帰ってきたことが知らされ、人々は隠れる。

### 第3幕
カランドロが裏切り、アリはフランスの画家に変装してその場をとりつくろおうとするが(Ecco un splendido banchetto)、捕えられる。しかしスルタンはふたりが愛しあっていることを理解して許し、アリとレツィアの結婚を祝する。
スルタンはカランドロの二枚舌を知って罰しようとするが、アリとレツィアの頼みによって許し、カイロから追放するだけで済ませる。

## 関連文献
- Michael Hüttler, Hans Ernst Weidinger, ed (2014). Ottoman Empire and European Theatre Vol. II: The Time of Joseph Haydn: From Sultan Mahmud I to Mahmud II (r.1730-1839). Wien: Hollitzer Verlag. ISBN 9783990120682